# Can Malla
Can Malla és una obra al municipi de Granollers (Vallès Oriental) inclosa en l'Inventari del Patrimoni Arquitectònic de Catalunya. Can Malla és el resultat de l'engrandiment i restauració d'una antiga masia, al costat de l'antic Camí Reial o Camí de Vic. Segons Estrada, per Can Malla passava, en el segle xiii, el camí que procedia d'Hostalric, i per Cardedeu passava prop de Granollers, al sud de Palou, l'anomenada Via o Strada Francesca.
Edifici aïllat, orientat a migdia, és de planta rectangular compost de planta baixa, pis i golfa. La coberta a dues vessants. L'estructura és el resultat d'una interpretació de la masia tradicional de tipus basilical, amb recreacions purament estilístiques com les garites o talaies a ambdós costats de la façana. També hi ha un record de l'arquitectura religiosa rural en aquest rellotge emmarcat per una espadanya. La porta és de mig punt amb dovelles que sobresurten. Els espais interiors presenten una estructura típica de la casa de pagès. El material emprat és imitació de pedra. El conjunt presenta un caràcter d'arquitectura rural en una interpretació historicista i estètica dels elements arquitectònics.